# Konrad Campsor
Konrad Campsor, auch Konrad Wechsler (bl. 1325–1367) war 1341–1357 Dekan zu Schwerin und 1350–1367 Domherr zu Lübeck.

## Leben
Konrad Campsor aus Lübeck wurde am 27. Juni 1325 von Papst Johannes XXII. mit einem Kanonikat und einer Präbende zu Schwerin providiert. Vom 9. Mai 1332 bis zum 1. Juli 1336 war er Domscholast zu Schwerin. Konrad wurde am 24. Januar 1333 durch Papst Johannes XXII. mit weiteren Provisionen für ein Kanonikat, eine Präbende und eine Dignität bedacht. Vom 1. Februar 1341 bis zum 10. August 1357 war er dann Dekan zu Schwerin. Am 18. November 1350 wurde Konrad zum Generalvikar des abwesenden Bischofs Andreas von Wislica. Am 28. September 1356 hatte ihn das Schweriner Domkapitel als Administrator des Bistums Schwerin für die durch den Tod Bischof Andreas eingetretene Sedisvakanz bestellt.
Konrad Campsor ist vom 21. Mai 1350 bis zum 26. Juli 1367 als Domherr zu Lübeck nachweisbar.
Danach war Konrad vom 5. März 1367 bis zum 26. Juli 1367 Archidiakon zu Waren. Vom 31. Mai 1333 bis zum 17. April 1336 hatte man ihn mit der Ausführung päpstlicher Provisionen beauftragt  und am 2. April 1335 war er auch als päpstlicher Richter nachweisbar.
Sein Testament verfasste Konrad Campsor am 26. Juli 1367.
Er ist vermutlich am 28. Juli des Jahres verstorben und wurde im Lübecker Dom bestattet, wo seine Grabplatte im Memorienregister dokumentiert, aber nicht erhalten ist.